# ネッツトヨタ苫小牧
ネッツトヨタ苫小牧株式会社（ねっつとよたとまこまい）は、北海道苫小牧市に本社を置く、ネッツ店を展開する自動車ディーラー。札幌トヨペットと同時期にトヨタ自動車直営となった後、2020年10月から札幌トヨタグループ。

## 沿革
- 1969年 - トヨタオート室蘭株式会社として設立[注 1]、資本金5000万円。苫小牧店、室蘭店、静内店開設。
- 1972年 - 浦河店開設。
- 1975年 - 糸井店開設。
- 1977年 - 全拠点においてISO14001の認証を取得。
- 1989年 - 登別新生店開設。
- 1991年 - 富川店、ボディーショップ開設。資本金2億円に増資。
- 1998年 - 現社名に変更
- 1999年 - キテネッツ館開設。
- 2001年 - ブルーツイン開設。
- 2011年 - ひだかトヨタ自動車販売合同会社の設立に伴い、しずない店・うらかわ店を廃止。
- 2014年 - 樽前いとい店、室蘭キテネッツ館刷新。
- 2015年 - 本社・とまこまい店刷新。
- 2018年 - ブルーツイン刷新。
- 2020年 - 札幌トヨタグループとなる[3]。

## 店舗

### 胆振
- KiteNetz館 - 苫小牧市新開町3丁目2-4
- とまこまい店 - 苫小牧市新中野町3丁目1-4
- 樽前いとい店 - 苫小牧市小糸井町1丁目5-20
- 室蘭キテネッツ館 - 室蘭市東町1丁目1-7
- しんせい店 - 登別市新生町3丁目1-1
- だて店 - 伊達市弄月町46-4

### 日高
- とみかわ店・トヨタダイハツショップとみかわ - 沙流郡日高町富川西7丁目1029-6
  - 新ひだか町、浦河町は前述のひだかトヨタ自動車販売が店舗を運営している[注 2]。

### 中古車販売店・その他
- ブルーツイン - 苫小牧市明野新町1丁目2-11
- ボデーショップ - 苫小牧市新開町3丁目2-3